# Florence-Roebling
Florence-Roebling és una concentració de població designada pel cens dels Estats Units a l'estat de Nova Jersey. Segons el cens del 2000 tenia 8.200 habitants.

## Demografia
Segons el cens del 2000, Florence-Roebling tenia 8.200 habitants, 3.220 habitatges, i 2.170 famílies. La densitat de població era de 1.432,6 habitants/km².
Dels 3.220 habitatges en un 33% hi vivien nens de menys de 18 anys, en un 47% hi vivien parelles casades, en un 15,1% dones solteres, i en un 32,6% no eren unitats familiars. En el 27,6% dels habitatges hi vivien persones soles el 10,7% de les quals corresponia a persones de 65 anys o més que vivien soles. El nombre mitjà de persones vivint en cada habitatge era de 2,53 i el nombre mitjà de persones que vivien en cada família era de 3,1.
Per edats la població es repartia de la següent manera: un 25,6% tenia menys de 18 anys, un 7,9% entre 18 i 24, un 31,6% entre 25 i 44, un 21,9% de 45 a 60 i un 12,9% 65 anys o més.
L'edat mediana era de 36 anys. Per cada 100 dones de 18 o més anys hi havia 85,1 homes.
La renda mediana per habitatge era de 51.192 $ i la renda mediana per família de 61.135 $. Els homes tenien una renda mediana de 42.985 $ mentre que les dones 30.493 $. La renda per capita de la població era de 22.074 $. Aproximadament el 5,7% de les famílies i el 7,3% de la població estaven per davall del llindar de pobresa.

## Poblacions més properes
El següent diagrama mostra les poblacions més properes.